# Vérification d'aptitude
Dans les marchés se référant au Cahier des Clauses Administratives Générales applicables aux marchés publics de Fournitures Courantes et Services (CCAGFCS), la vérification d'aptitude (VA) a pour but de constater que le matériel et les progiciels livrés présentent les caractéristiques techniques qui les rendent aptes à remplir les fonctions précisées, le cas échéant, par le marché ou, dans le silence de celui-ci, par la documentation du titulaire.
Cette constatation peut résulter de l'exécution dans les conditions fixées par le marché d'un ou plusieurs programmes d'essais.
Le délai imparti à la personne publique pour procéder à la vérification d'aptitude et notifier sa décision est, dans le silence du marché, de huit jours à partir de la mise en ordre de marche.
En informatique, la vérification d'aptitude est un élément des tests d'acceptation.